# Muskego
Muskego is een plaats (city) in de Amerikaanse staat Wisconsin en valt bestuurlijk gezien onder Waukesha County.

## Demografie
Bij de volkstelling in 2000 werd het aantal inwoners vastgesteld op 21.397. In 2006 is het aantal inwoners door het United States Census Bureau geschat op 22.760, een stijging van 1363 (6,4%).

## Geografie
Volgens het United States Census Bureau beslaat de plaats een oppervlakte van 93,0 km², waarvan 80,9 km² land en 12,1 km² water. Muskego ligt op ongeveer 306 m boven zeeniveau.

## Plaatsen in de nabije omgeving
De onderstaande figuur toont nabijgelegen plaatsen in een straal van 12 km rond Muskego.